# Maira varians
Maira varians är en tvåvingeart som beskrevs av Ricardo 1929. Maira varians ingår i släktet Maira och familjen rovflugor. Inga underarter finns listade i Catalogue of Life.